# Halavudara, Chitradurga
Halavudara là một làng thuộc tehsil Chitradurga, huyện Chitradurga, bang Karnataka, Ấn Độ.